# Acrapex concolorana
Acrapex concolorana är en fjärilsart som beskrevs av Emilio Berio 1973. Acrapex concolorana ingår i släktet Acrapex och familjen nattflyn. Inga underarter finns listade i Catalogue of Life.